# Pál Révész
Pál Révész (Budapest, 6 de junio de 1934-14 de noviembre de 2022) fue un matemático húngaro conocido por su investigación en probabilidad y estadística matemática, incluidos los fundamentos matemáticos de la ley de los grandes números, la teoría de la estimación de la densidad y los paseos aleatorios.

## Educación y carrera
Révész nació en Budapest. Estudió en el programa de matemáticas aplicadas en la Facultad de Ciencias de la Universidad Eötvös Loránd y se graduó allí en 1957. Posteriormente, consiguió un trabajo en el departamento de probabilidad de la Universidad Eötvös Loránd, donde trabajó como profesor asistente. En 1964, se transfirió al Instituto de Investigación Matemática de la Academia Húngara de Ciencias, donde comenzó a trabajar como científico asociado. En 1963 defendió la tesis de su candidatura en matemáticas y en 1969 defendió su tesis doctoral académica. Se convirtió en miembro del Comité de Matemáticas de la Academia Húngara de Ciencias. Hizo una parte significativa de su trabajo científico allí. Fue elegido miembro correspondiente de la Academia Húngara de Ciencias en 1982 y miembro de pleno derecho en 1987. En 1985, obtuvo un segundo puesto como profesor universitario en la Universidad Tecnológica de Viena. Dejó el instituto de investigación en 1987, cuando fue nombrado profesor en el Instituto de Matemáticas de la Universidad Tecnológica de Budapest. En Viena, también dirigió el Departamento de Estadística y Probabilidad, de donde se jubiló en 1998. Entre 1999 y 2005 fue vicepresidente del Departamento de Matemáticas. Mientras tanto, también trabajó en el Comité de Relaciones Internacionales.
Révész se convirtió en miembro de la Academia Europea en Londres en 1991. Además de sus funciones académicas, también contribuyó a la gestión de varias sociedades científicas: de 1983 a 1985 fue presidente de la Sociedad Bernoulli del Instituto Internacional de Estadística. Entre 1995 y 1997 ocupó el cargo de presidente interino de la Sociedad Matemática János Bolyai.

## Investigación académica
Las principales áreas de investigación de Révész fueron la probabilidad y la estadística matemática. Son significativos sus resultados relacionados con la llamada aproximación fuerte de procesos estocásticos y la estimación de la función de densidad de probabilidad. También se ocupó de las aplicaciones estadísticas del método de aproximación estocástica. Fue el primero en proporcionar un método para estimar la función de regresión que es adecuado para la estimación simultánea de todos los puntos de la función. Fue un estrecho colaborador de Paul Erdős.

## Honores y premios
Révész recibió el Premio Estatal de la República Popular de Hungría en 1978 por sus logros en probabilidad, especialmente en la teoría de los procesos estocásticos y su aplicación práctica. Fue profesor honorario en la Universidad de Carleton y en la Universidad de Szeged.